# Hans John
Hans John   (Ziegenhain, 31 d'agost de 1911 - Berlín, 22 d'abril de 1945 ↔ 23 d'abril de 1945) va ser un advocat alemany i figura de la resistència durant la II Guerra Mundial.
Hans John va néixer a Ziegenhain, Hesse, i va estudiar dret a la Universitat de Berlín. El 1939, va ser contractat com a assistent legal de l'Institut de Dret Aeri a Berlín. El juny de 1940, va ingressar a la Wehrmacht, però després de patir una ferida al front oriental, va ser alliberat i va retornar a l'acadèmia.
Amb el seu germà Otto, John va estar en contacte amb elements de la resistència dins de l'Abwehr i de l'Oberkommando der Wehrmacht. Després de sentir a parlar de l'Operació Valquíria, els germans es van unir a la resistència, i es van veure fortament involucrats en el complot del 20 de juliol per matar Hitler. Després que Hans Oster i Hans von Dohnanyi fossin arrestats la primavera de 1943, van mantenir al fugitiu Ludwig Gehre amagat de la Gestapo.
John va ser arrestat l'agost de 1944, acusat de conspiració, i va ser greument maltractat a la presó. El Tribunal del Poble el va sentenciar a mort el febrer de 1945. Va ser afusellat l'abril de 1945 per un Sonderkommando, prop de la seu de l'Oficina Central de Seguretat del Reich (RSHA) de Berlín. El seu germà Otto va aconseguir escapar d'Alemanya el juliol del 1944.